# Маргарита Пфальцская
Маргарита Пфальцская (фр. Marguerite du Palatinat; 1376 — 26 августа 1434, Энвиль-о-Жар) — герцогиня Лотарингии, супруга Карла II Лотарингского, дочь Рупрехта III, курфюрста Пфальцского и Елизаветы Нюрнбергской, представительница династии Виттельсбахов. Мать Изабеллы, герцогини Лотарингии.

## Биография
Маргарита Пфальцская являлась старшей дочерью и второй из девяти детей курфюрста Пфальца и короля Германии Рупрехта, происходившего из династии Виттельсбахов, и его супруги Елизаветы Нюрнбергской.
О юности Маргариты известно не так уж и много. Более достоверно известно, что воспитывалась в Гейдельберге.
6 февраля 1393 года в Кайзерслаутерне состоялось бракосочетание 16-летней Маргариты с герцогом Лотарингским Карлом II, который был на двенадцать лет старше её.
20 августа 1400 года немецкие курфюрсты проголосовали за отстранение короля Вацлава и возвели на престол отца Маргариты как короля Рупрехта I, где он стремился - хотя и тщетно - быть коронованным императором в Риме. Карл II поддерживал своего свёкра, где тот же в ответ поддерживал своего зятя.
Вовремя военных действий, в отсутствие своего супруга, Маргарита Пфальцская управляла герцогством, занимаясь политическими делами.
Родственница трёх канонизированных женщин, таких как Бригитта Шведская, Елизавета Венгерская и Изабелла Португальская, вела благочестивый образ жизни, посвящала себя благотворительности. В последующем она имела претензии на канонизацию.
В 1407 году, во время битвы при Шампиньёле между Людовиком Орлеанским и Карлом, она возглавила процессию по улицам Нанси, в поддержку победы войск.
Герцогиня Лотарингская, придерживалась политики союза с Бургундией. В то время  Карл II открыто жил со своей фавориткой, сторонницей Иоланды Арагонской, а соответственно французской короны, которая способствовала тому, что Карл женил свою дочь-наследницу Изабеллу на Рене Добром в 1420 году, тем самым осуществив союз Анжуйской ветви династии Валуа и Лотарингского дома, которого желала Иоланда.
Устав от двойной жизни мужа, открыто развлекавшего свою любовницу, Маргарита Пфальцская покинула Нанси, поселившись в Сьерк-ле-Бене, вместе со своим духовником картезианцем Адольфом Эссенским (которого она встретила в Сьерке в 1403 году), монашествующий пропагандировал практику четок, спроектированную его учеником Домиником Прусским. Основав в Сьерке приют, Маргарита лично оказывала медицинскую помощь и духовную поддержку.
Герцогиня была защитницей часовни Нотр-Дам-дю-Розэр, аббатом которой являлся её духовный наставник.
Также, познакомившись с Колетт Буале, Маргарита Пфальцская поддерживает создание монастыря в Нанси.
В 1431 году умер Карл II Лотарингский.
В этом же году Маргарита Пфальцская,  после большого сражения, участвует в переговорах об освобождении своего зятя Рене Анжуйского, взятого в плен Антуаном де Водемон, претендовавший на лотарингский трон.
После смерти супруга, в Энвиль-о-Жаре Маргарита продолжала свою деятельность, как и в Сьерке, основав там приют.
Спустя три года после смерти мужа, чрезвычайно уважаемая своими подданными, со славой благочестивой женщины Маргарита умерла в возрасте 58 лет.
Её тело было перевезено в Нанси и похоронено там вместе с мужем в коллегиальной церкви Сен-Жорж. Через год после смерти герцогини, её духовный наставник напишет о её добродетельной деятельности в своих трудах Vita Sanctae Memoriae D. Margaretae Ducissae Lotharingiae.
В 1746 году по приказу супруга императрицы Священной Римской империи  Марии-Терезии тело было перенесено в герцогский склеп Лотарингии.